# Depth Charge (album)
Depth Charge è l'album d'esordio del gruppo statunitense Sadhappy, pubblicato nel 1992 dall'etichetta Periscope Records.

## Tracce
1. Wendy's Pumpkin
2. Beautiful Carol
3. D Lab
4. Everyone Thinks I'm an Asshole
5. Full on North
6. Depth Charge
7. Nemo's Diary

## Formazione
- Mike Keneally - chitarra
- Michael Manring - basso
- Evan Schiller - batteria